# British Library

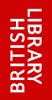

British Library (BL) är Storbritanniens nationalbibliotek och världens största bibliotek i fråga om totala antalet poster. Biblioteket är ett av världens största vetenskapliga bibliotek, och innehåller över 150 miljoner poster på alla kända språk och format: böcker, tidskrifter, tidningar, ljud- och musikupptagningar, patent, databaser, kartor, frimärken, grafik, teckningar och mycket mer. Bibliotekets samlingar omfattar omkring 14 miljoner böcker (endast USA:s kongressbibliotek har en större boksamling), tillsammans med betydande innehav av manuskript och historiska föremål från så långt tillbaka som 300 år före Kristus.
British Library får ett exemplar av alla böcker som producerats i Storbritannien och Irland (pliktleverans), inklusive alla utländska böcker som distribueras i landet. Företaget köper också många objekt som endast publiceras utanför Storbritannien och Irland. British Librarys samlingar utökas med omkring tre miljoner poster varje år.
Biblioteket är ett icke-offentligt organ som sponsras av Department for Culture, Media and Sport. Det ligger på norra sidan av Euston Road på St Pancras, London, mellan Euston järnvägsstation och St Pancras järnvägsstation.

## Historisk bakgrund
British Library skapades den 1 juli 1973 genom British Library Act 1972. Dessförinnan var nationalbiblioteket en del av British Museum, som gav den största delen av innehavet av det nya biblioteket, tillsammans med olika mindre organisationer som ingick (som till exempel National Central Library, National Lending Library for Science and Technology och British National Bibliography). År 1974 övertog British Library funktioner som Office for Scientific and Technical Information tidigare svarat för, och 1982 lades India Office Library and Records och HMSO Binderies under British Librarys ansvar. År 1983 absorberades National Sound Archive, som har många ljud- och videoinspelningar, med över en miljon skivor och tusentals band.
Kärnan i bibliotekets historiska samlingar är baserad på en serie av donationer och förvärv från 1700-talet, kända som "the foundation collections". Dessa inkluderar böcker och manuskript av Sir Robert Bruce Cotton, Sir Hans Sloane, Robert Harley och kung Georg III.
Under många år var samlingarna spridda i olika byggnader runt centrala London, på platser som Bloomsbury (inom British Museum), Chancery Lane och Holborn, med ett fjärrlånecentrum i Boston Spa, Wetherby i West Yorkshire (ligger på Thorp Arch Trading Estate) och tidningsbiblioteket i Colindale i nordvästra London. Sedan 1997 inryms den största delen av samlingen i en enda ny byggnad på Euston Road bredvid St Pancras järnvägsstation, men tidningar efter 1800 förvaras fortfarande på Colindale och dokumentleveranscentret ligger fortfarande i Yorkshire. Biblioteket har också en bokdepå i Woolwich i sydöstra London. Det nya biblioteket har utformats speciellt för ändamålet av arkitekten Colin St. John Wilson. Mot Euston Road finns ett stort torg med offentlig konst, till exempel stora skulpturer av Eduardo Paolozzi (en bronsstaty baserad på William Blakes studie av Isaac Newton) och Antony Gormley. Det är den största offentliga biblioteksbyggnad som konstruerats i Storbritannien under 1900-talet.
I mitten av byggnaden finns ett fyra våningar högt torn innehållande The King's Library med 65 000 tryckta volymer tillsammans med andra pamfletter, manuskript och kartor som samlats in av kung Georg III mellan 1763 och 1820.
En ny lagerbyggnad i Boston Spa på Thorp Arch, West Yorkshire invigdes av Rosie Winterton i december 2009. Den nya anläggningen, som kostade 26 miljoner pund, har kapacitet för sju miljoner poster, som lagras i fler än 140 000 behållare märkta med streckkoder, som hämtas av robotar från det 262 kilometer långa hyllsystemet i temperatur- och luftfuktighetskontrollerad miljö.

## Pliktleveranser

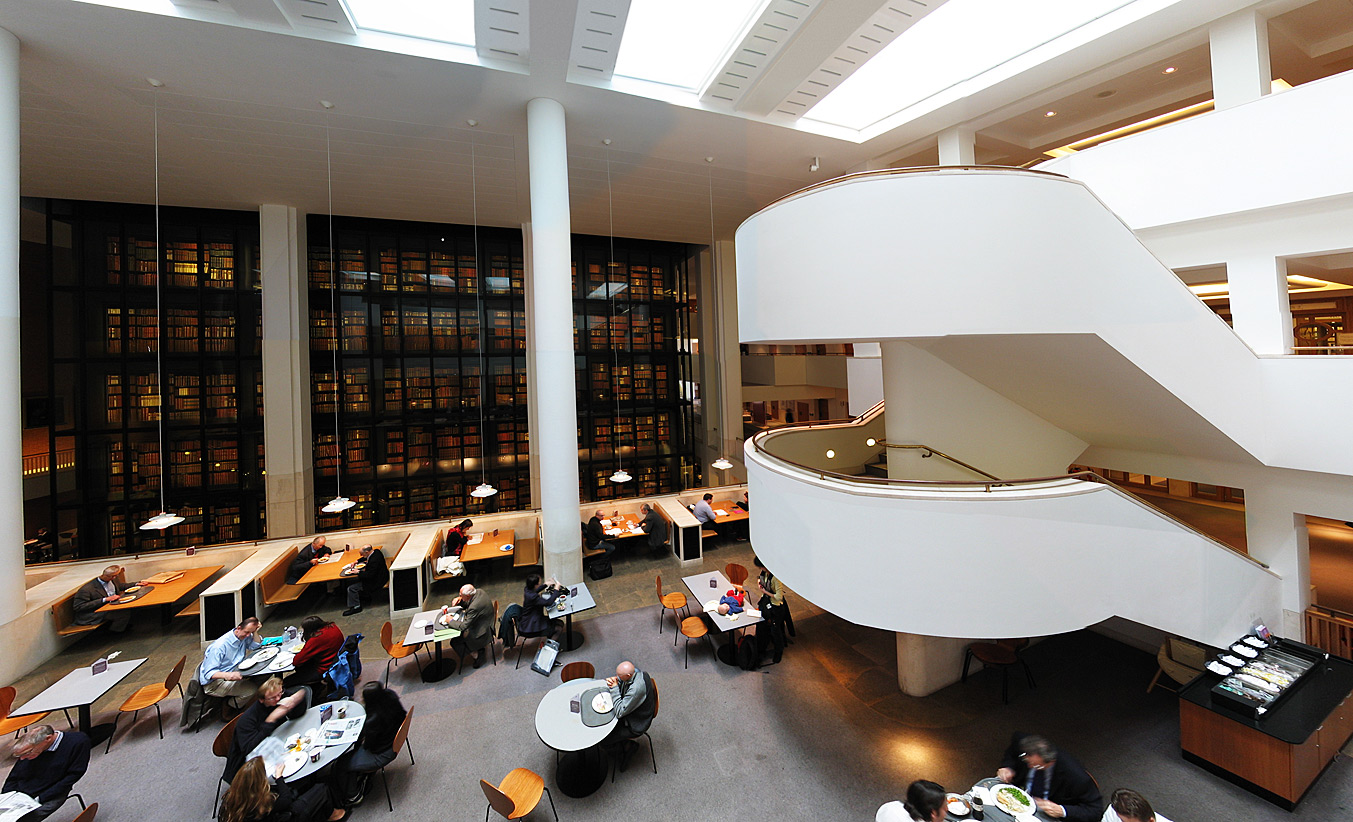
Interiör av British Library, där King's Library syns i bakgrunden bakom tonat glas.

En lag från 1911 etablerade principen om pliktleverans i Storbritannien, genom vilken British Library och fem andra bibliotek i Storbritannien och Irland har rätt att erhålla ett kostnadsfritt exemplar av varje tryckt post som publiceras i Storbritannien. De övriga fem biblioteken är Bodleianska biblioteket vid Oxfords universitet, universitetsbiblioteket i Cambridge, Trinity College Library i Dublin samt nationalbiblioteken i Skottland och Wales. British Library är det enda bibliotek som automatiskt får ett exemplar av varje tryckt post som publiceras, de andra har rätt till detta men måste uttryckligen begära dem från förlaget efter information om att de har eller håller på att publiceras, en uppgift som sköts centralt av Agency for the Legal Deposit Libraries.
Vidare, enligt bestämmelserna i irländsk upphovsrättslagstiftning (mest nyligen Copyright and Related Rights Act 2000), har British Library rätt att automatiskt få ett kostnadsfritt exemplar av varje bok som publiceras i Republiken Irland, vid sidan av National Library of Ireland, Trinity College Library i Dublin, Limericks universitetsbibliotek, biblioteket vid Dublin City University och biblioteken vid de fyra konstituerande universiteten inom National University of Ireland. Bodledianska biblioteket, universitetsbiblioteket i Cambridge och nationalbiblioteken i Skottland och Wales har också rätt till pliktexemplar, men måste göra en formell ansökan om detta.

## Använda bibliotekets läsesalar
Biblioteket är i princip öppet för alla som har ett verkligt behov av att använda dess samlingar. Alla som har en fast adress och som vill bedriva forskning kan ansöka om ett Reader Pass. De är skyldiga att kunna styrka namnteckning och adress av säkerhetsskäl.
Historiskt sett kunde bara de som ville använda särskilt material som inte fanns tillgängligt i andra offentliga och vetenskapliga bibliotek få ett Reader Pass. Nyligen har biblioteket fått kritik för att ta emot fler studenter, som har tillgång till sina egna universitetsbibliotek, till läsesalarna. Biblioteket svarade att de alltid har erkänt studenter så länge de har ett berättigat personligt, arbetsrelaterat eller forskningssyfte.
Katalogposter kan hittas i British Library Integrated Catalogue, som bygger på Aleph, ett kommersiellt integrerat bibliotekssystem. De stora läsesalarna erbjuder hundratals platser som ofta är fyllda med forskare, särskilt under påsk- och sommarloven.

## Material tillgängligt online
British Library har gjort ett antal bilder av objekt i sina samlingar tillgängliga online. Dess Online Galleri ger tillgång till 30 000 bilder från olika medeltida böcker, tillsammans med en handfull objekt i skyddat format, som till exempel Lindisfarneevangelierna. Detta inkluderar möjligheten att "vända de virtuella sidorna" i några handlingar, såsom Leonardo da Vincis anteckningsböcker.
British Librarys kommersiella säkra elektroniska leveransservice startades 2003 till en kostnad på 6 miljoner pund. Detta gör mer än 100 miljoner objekt (däribland 280 000 tidskriftstitlar, 50 miljoner patent, 5 miljoner rapporter, 476 000 amerikanska avhandlingar och 433 000 konferensrapporter) tillgängliga för forskare och biblioteksmecenater över hela världen, som tidigare inte fanns tillgängliga utanför biblioteket på grund av upphovsrättsliga restriktioner. I linje med ett regeringsdirektiv om att British Library skall täcka en del av sina driftskostnader, föreligger en avgift för användaren. Dock är denna tjänst inte längre lönsam och har lett till ett rad omstruktureringar för att försöka förhindra ytterligare förluster. När Google Books startade tecknade British Library ett avtal med Microsoft för att digitalisera ett antal böcker från British Library för den konkurrerande tjänsten Live Search Books. Detta material var endast tillgängligt för mottagare i USA, och tjänsten stängdes i maj 2008.

## Utställningar
Ett antal böcker och manuskript finns utställda för allmänheten i Sir John Ritblat Gallery som är öppet sju dagar i veckan utan kostnad. Exempel på objekt i utställningen är Beowulf, en Gutenbergbibel, Geoffrey Chaucers Canterbury Tales, Thomas Malorys Morte D'Arthur, James Cooks loggbok, Jane Austens The History of England, Charlotte Brontës Jane Eyre, Lewis Carrolls Alice i underlandet, Rudyard Kiplings Just så-historier, Charles Dickens' Nicholas Nickleby, Virginia Woolfs Mrs Dalloway samt ett särskilt rum tillägnat Magna Carta.

## Ljudarkiv
British Librarys ljudarkiv (British Library Sound Archive) innehåller mer än en miljon skivor och 200 000 band. Samlingarna kommer från hela världen och täcker hela bredden av inspelat ljud, från musik, teater och litteratur till muntlig historia och ljud från djurlivet, och sträcker sig tillbaka i tiden mer än 100 år. Ljudarkivets online-katalog uppdateras dagligen.
Det är också möjligt att lyssna på inspelningar från samlingarna i utvalda läsesalar i biblioteket, genom dess SoundServer och lyssnar- och tittarservice, som är baserad i läsesalen för sällsynta böcker och musik.
År 2006 lanserade British Library en ny online-resurs, Archival Sound Recordings, som gör över 4 200 timmar av ljudarkivets inspelningar tillgängliga online för högre utbildning i Storbritannien.

## Tidningar

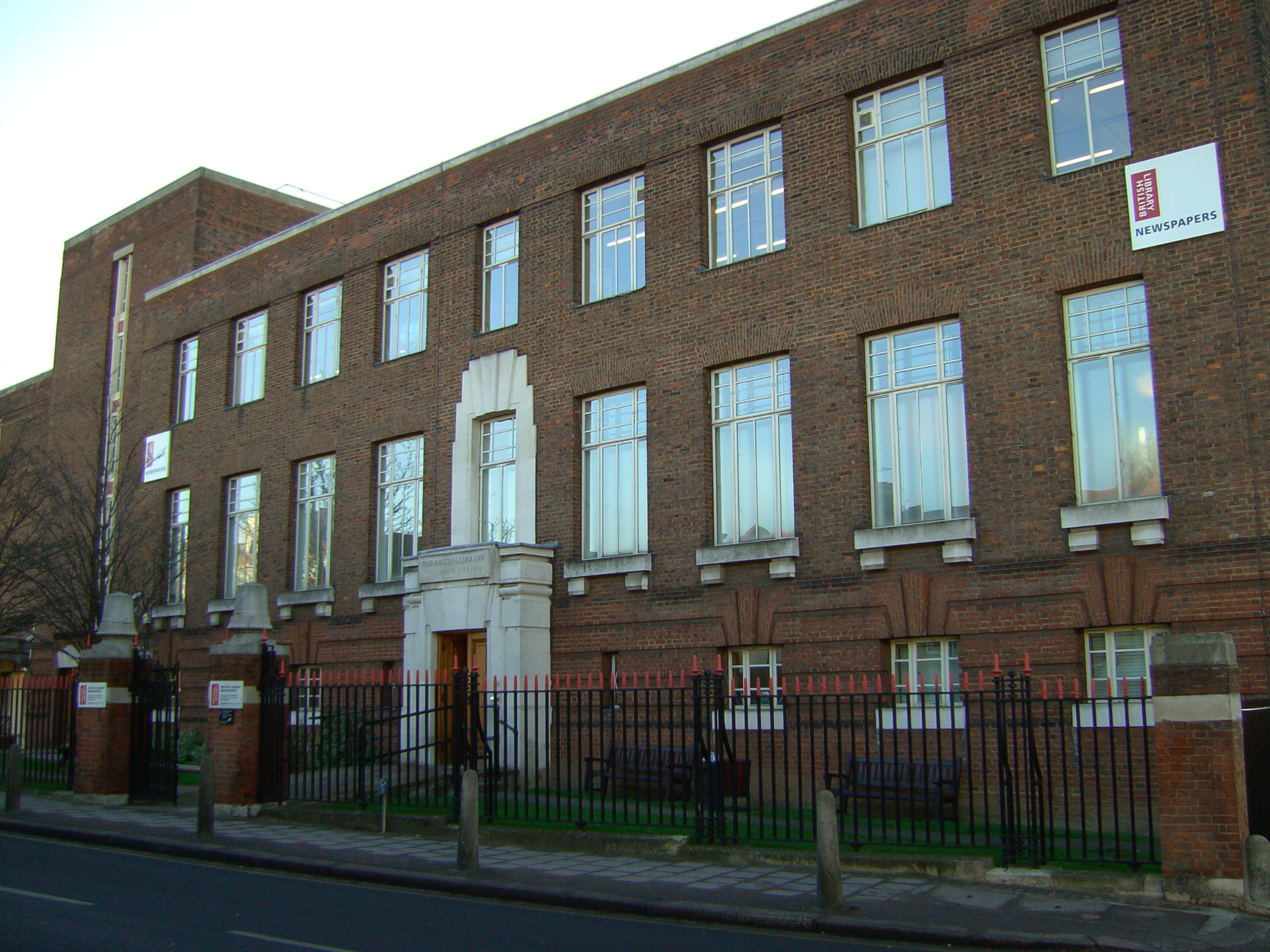
British Library Newspapers i Colindale.

British Librarys tidningsavdelning (British Library Newspapers) är baserad i Colindale i norra London. Biblioteket har en nästan komplett samling av brittiska och irländska tidningar sedan 1840. Detta beror delvis på lagstiftning om pliktexemplar fån 1869, som förpliktigade tidningarna att tillhandahålla ett exemplar av varje utgåva av tidningen till biblioteket. Londonutgåvor av rikstäckande dagliga och söndagstidningar är kompletta tillbaka till 1801. Totalt består samlingen av 660 000 inbundna volymer och 370 000 rullar mikrofilm innehåller tiotals miljoner tidningar med 52 000 titlar på 45 kilometer hyllor.
Bland samlingarna finns Thomason Tracts, som innehåller 7 200 1600-talstidningar och Burney Collection, med tidningar från slutet av 1700-talet och början av 1800-talet. Thomason Tracts och Burney Collections förvaras på St Pancras, och finns tillgängliga i faksimil.
Tidningsavdelningen har också ett omfattande register över icke-brittiska tidningar på språk som använder latinska och kyrilliska alfabet. Bibliotekets betydande innehav av tidningar på språk från Asien och Mellanöstern kan nås vid bibliotekets läsesalar vid St Pancras.

## Frimärken

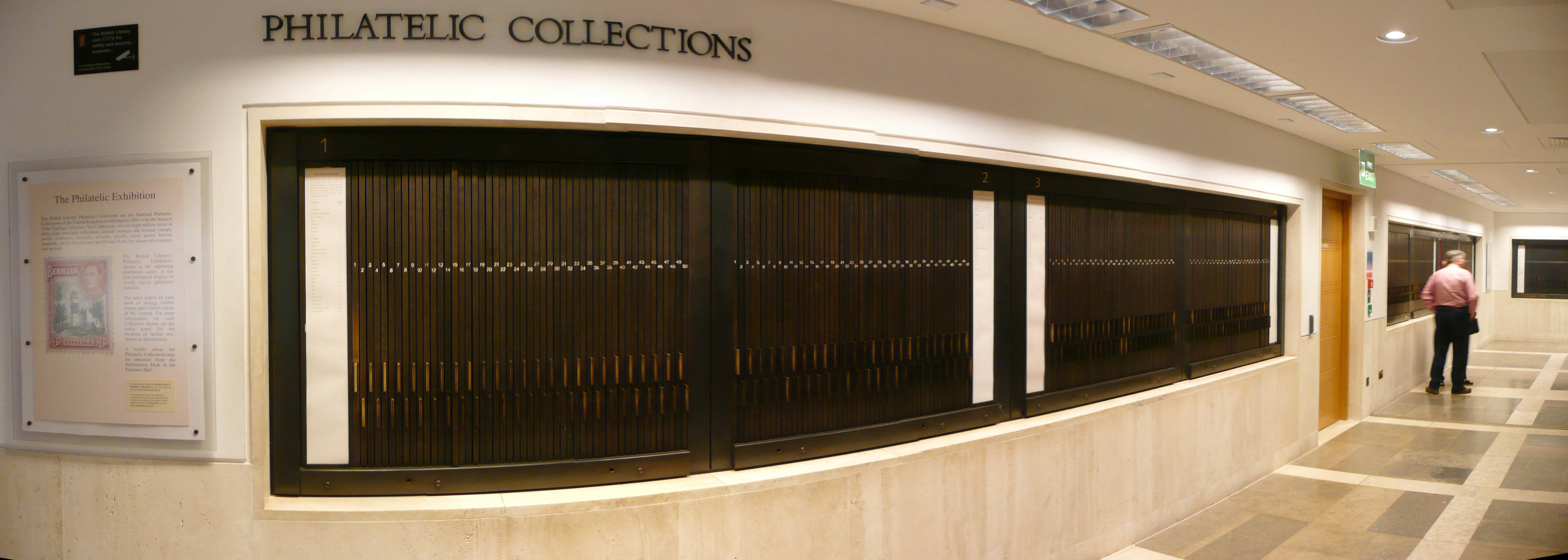
British Museums utställda frimärkssamlingar.

The National Philatelic Collections ("nationella frimärkssamlingen") förvaras på British Library. Samlingarna etablerades år 1891 genom en donation av Taplings samling. De har ständigt utökats och utgörs nu av över 25 större samlingar och ett antal mindre, som omfattar ett brett spektrum av områden. I samlingarna ingår fri- och stämpelmärken, helsaker, förslag till frimärken som inte tryckts, korrektur, kuvert och inlägg, så kallad bältesspännarfilateli, provexemplar, flygpost, viss posthistoria, offentliga och privata posttjänster, etcetera, för nästan alla länder och perioder.
En omfattande del av samlingarna ställs ut, och kan vara den bästa permanenta utställning av olika klassiska frimärken och filatelistiska objekt i världen. Cirka 80 000 objekt på 6 000 ark kan ses i 1 000 ramar, 2 400 ark kommer från Taplings samling. Alla andra objekt, som omfattar hela världen, är tillgängliga för studenter och forskare enligt överenskommelse.
Förutom dessa samlingar, förvärvar biblioteket aktivt litteratur i ämnet. Detta gör British Library ett av världens främsta filatelistiska forskningscentra. Kurator för filatelistiska samlingen är David Beech.

## Framträdande objekt i samlingarna
- Steinsamlingen från Centralasien
- Diamantsutran, världens äldsta daterade trycka bok,[16] tryckt 868 i Kina under Tangdynastin
- Lindisfarneevangelierna
- Två Gutenbergbiblar
- Två exemplar av Magna Carta från 1215
- Egerton 2-papyrusen
- Det enda överlevande manuskriptet av eposet Beowulf (Nowellkodexen)[17]
- 347 ark av Codex Sinaiticus
- Codex Alexandrinus
- Codex Arundel, en av Leonardo da Vincis anteckningsböcker
- Anne Boleyns exemplar av William Tyndales översättning av Nya Testamentet till engelska, 1534[18]
- Manuskript av kompositörerna Johann Sebastian Bach, Wolfgang Amadeus Mozart, Arthur Sullivan, Gustav Mahler och Benjamin Britten
- My Ladye Nevells Booke av William Byrd, en av de två överlevande samlingar 1500-talsmusik för den jungfruliga
- Manuskriptet till Alice i underlandet av Lewis Carroll (en gåva till British Library av ett konsortium av amerikanska bibliofiler "som ett erkännande av Storbritanniens mod att möta Hitler innan Amerika trädde in i kriget")
- Handskrivet textblad till Beatleslåten I Want to Hold Your Hand